# Снег в Нью-Йорке
«Снег в Нью-Йорке» (англ. Snow in New York) — картина маслом американского реалиста Роберта Генри.
Дата 5 марта 1902 года, указанная на картине, указывает на то, что картина была написана за один день. На полотне изображена западная 55-я улица Манхэттена, застроенная мрачными особняками из бурого песчаника. В отдалении проглядываются высотные строения на Пятой авеню. На улице, которая едва освещается единственным фонарём, видны нечёткие фигуры людей и повозки, оставляющие на свежевыпавшем, но уже успевшем стать грязным снеге глубокие борозды. Картина выполнена в нарочито небрежном стиле, крупными мазками.
В картине прослеживается сходство с полотном Генри «Ля-Нэж» (фр. La Neige; дословно — «Снег»), которое за три года до этого имело успех в Париже.
В том же 1902 году картина была продана частному лицу. Впоследствии её выкупил меценат Честер Дейл, который в 1954 году передал её в дар Национальной галерее искусства.